# Галор
Галор (фр. Galaure) је река у Француској. Дуга је 56 km. Улива се у Рону. 